# Żona fil-Baħar fil-Punent
Żona fil-Baħar fil-Punent este o arie protejată (sit de importanță comunitară — SCI) din Malta întinsă pe o suprafață de 46.494,23 ha, integral marine.

## Localizare
Centrul sitului Żona fil-Baħar fil-Punent este situat la coordonatele 35°56′20″N 14°05′03″E / 35.9389°N 14.0842°E.

## Înființare
Situl Żona fil-Baħar fil-Punent a fost declarat sit de importanță comunitară în noiembrie 2016 pentru a proteja 2 specii de animale.

## Biodiversitate
Situată în ecoregiunea marină mediteraneană, aria protejată conține 2 habitate naturale: Recifuri, Peșteri marine scufundate complet sau parțial.
La baza desemnării sitului se află mai multe specii protejate:
- mamifere (1): delfin mare (Tursiops truncatus)
- reptile (1): Caretta caretta